# Simó Gómez

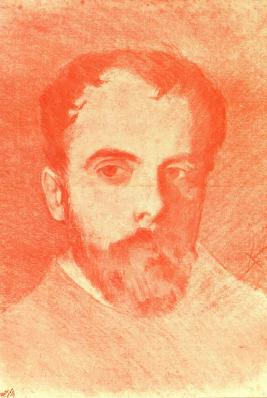
Simó Gómez Polo im Jahre 1901

Simó Gómez Polo (* 11. November 1845 in Barcelona; † 11. Juni 1880 ebenda) war ein spanischer (katalanischer) Kupferstecher und Maler. 

## Leben
Gómez besuchte in seiner Heimatstadt die Kunsthochschule La Llotja und war dort Schüler von Josep Serra und Ramón Martí Alsina (Malerei) und Eusebi Planas (Lithographie). 
1862 ging er zusammen mit seinem Bruder Enric Gómez nach Paris. Dort schrieben sie sich an der École des Beaux-Arts (EBA) ein und wurden u. a. von Alexandre Cabanel und Robert Fleury unterrichtet. Vor ihrer endgültigen Rückkehr 1869 nach Barcelona verbrachte Gómez – ebenfalls zusammen mit seinem Bruder – einige Wochen in Madrid, um im Museo del Prado u. a. die alten Meister zu studieren. 
1873 heiratete Gómez in Barcelona Rosa Font und hatte mit ihr einen Sohn, Enric Gómez Font. 

## Werke (Auswahl)
- San Sebastián
- Las dudas de Santo Tomás
- El guitarrista (1876)
- Las cartas

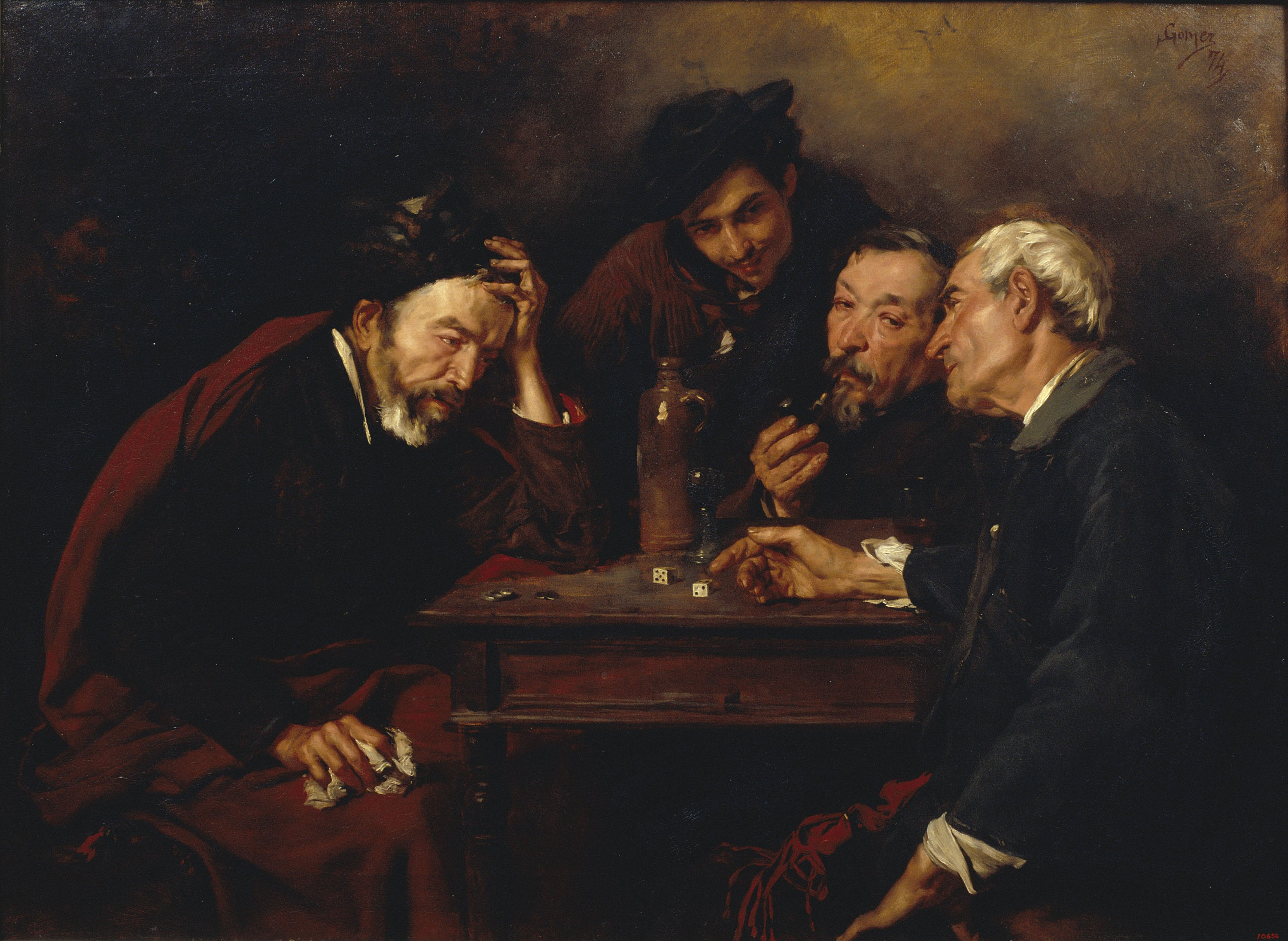
Die Würfelspieler, 1874

- Els daus (Die Würfelspieler, 1874)
- El pendiente
- Retrato del mueblista Francesc Vidal i Jevellí (1875)